# Jakub Vrána
Jakub Vrána (* 28. Februar 1996 in Prag) ist ein tschechischer Eishockeyspieler, der seit März 2025 bei den Nashville Predators aus der National Hockey League (NHL) unter Vertrag steht. Zuvor verbrachte der linke Flügelstürmer bereits über sechs Jahre bei den Washington Capitals, mit denen er in den Playoffs 2018 den Stanley Cup gewann, sowie zwei Jahre bei den Detroit Red Wings. Zudem spielte er ein Jahr für die St. Louis Blues.

## Karriere
Vrána begann seine Karriere in der Jugendabteilung des HC Letci Letňany im  Prager Stadtteil Letňany und durchlief dort zahlreiche Altersstufen. Nachdem er bereits als 14-Jähriger in der tschechischen U18-Liga 29 Punkte in 26 Spielen verzeichnet hatte, wechselte Vrána in die Juniorenabteilung des Linköping HC nach Schweden. Dort erhielt er im Sommer 2011, obwohl er kein Schwedisch und kein Englisch sprach, einen dauerhaften Vertrag und lief in der folgenden Saison parallel in den beiden höchsten schwedischen U18-Junioren-Ligen auf. Am 24. September 2011 gab Vrána als 15-Jähriger außerdem sein Debüt für die U20-Mannschaft Linköpings in der J20 SuperElit und spielte in der ersten Angriffsreihe der Mannschaft. Im März 2012 erzielte er gegen Rögle BK sein erstes Tor in der höchsten schwedischen U20-Liga. Daraufhin wechselte er in der folgenden Saison dauerhaft in die J20 SuperElit und war mit 32 Punkten in ebenso vielen Spielen drittbester Scorer seiner Mannschaft.

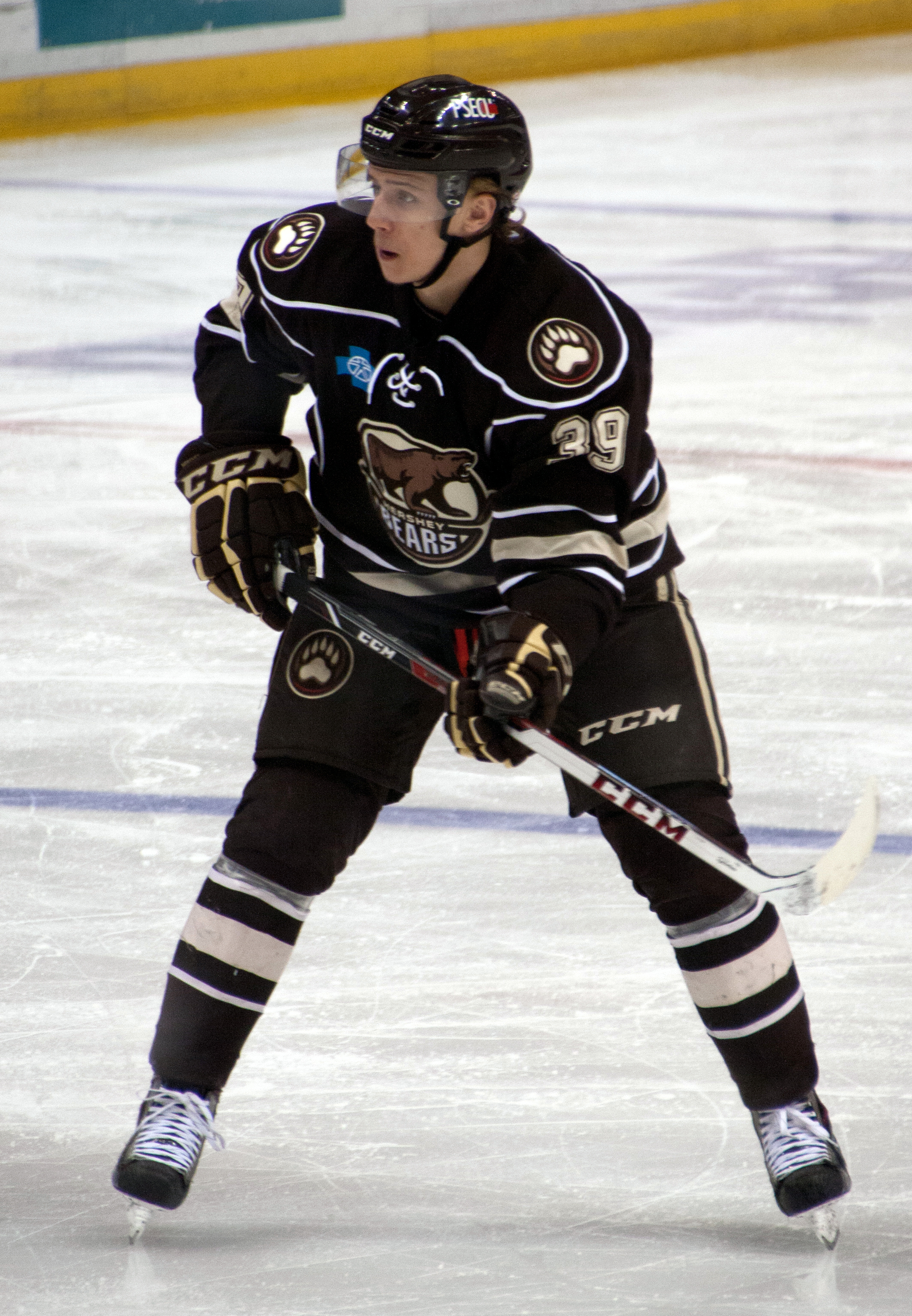
Jakub Vrána im Trikot der Hershey Bears (2015)

Schließlich gab Vrána am 27. Oktober 2012 sein Profidebüt für die Herren-Mannschaft des Linköping HC in der Elitserien, wo er gemeinsam mit Mattias Weinhandl und Jonas Almtorp die zweite Reihe bildete. Im Alter von 16 Jahren und sieben Monaten war er bei seinem Debüt der jüngste Ausländer, der je in der Ligageschichte zum Einsatz kam. Im Laufe der Saison 2012/13 kam er zu insgesamt fünf Einsätzen, in denen er punkt- und straflos blieb. Im KHL Junior Draft 2013 wurde Vrána in der ersten Runde an 23. Position vom HK Sibir Nowosibirsk aus den Kontinentalen Hockey-Liga ausgewählt. Er entschied sich aber gegen einen Wechsel nach Russland und unterschrieb einen neuen Vertrag über drei Jahre in Linköping. In der folgenden Saison spielte er parallel in der J20 SuperElit und der umbenannten Svenska Hockeyligan, wo er beim Spiel gegen MODO Hockey auch sein erstes Profitor erzielte.
Im Sommer 2014 wurde Vrána in der ersten Runde an 13. Position von den Washington Capitals im Rahmen des NHL Entry Draft ausgewählt und unterschrieb daraufhin einen dreijährigen Einstiegsvertrag bei den Capitals. Für die Saison 2014/15 wurde der Tscheche zunächst an Linköping zurückverliehen und konnte sich dort mit 12 Treffern sowie 12 Torvorlagen in 44 Spielen empfehlen. Im April 2015 wechselte der Angreifer dann endgültig nach Nordamerika in die Organisation der Washington Capitals, wo er jedoch bisher hauptsächlich beim Farmteam Hershey Bears in der American Hockey League zum Einsatz kommt. Im Dezember 2016 debütierte er in der National Hockey League.
Am Ende der Saison 2017/18, die er erstmals komplett in der NHL verbrachte, gewann Vrána mit den Capitals den ersten Stanley Cup der Team-Historie. Anschließend steigerte er seine persönliche Statistik sukzessive bis zu einem bisherigen Karrierebestwert von 52 Punkten in 69 Partien in der Spielzeit 2019/20. Im April 2021 jedoch wurde er kurz vor der Trade Deadline samt Richard Pánik, einem Erstrunden-Wahlrecht im NHL Entry Draft 2021 sowie einem Zweitrunden-Wahlrecht im NHL Entry Draft 2022 an die Detroit Red Wings abgegeben. Im Gegenzug erhielten die Capitals Anthony Mantha. Anschließend unterzeichnete er im August 2021 einen neuen Dreijahresvertrag in Detroit, der ihm ein durchschnittliches Jahresgehalt von 5,25 Millionen US-Dollar einbringen soll. Im März 2023 wurde der Tscheche allerdings vorzeitig zu den St. Louis Blues transferiert, die im Gegenzug Dylan McLaughlin und ein Siebtrunden-Wahlrecht im NHL Entry Draft 2025 für die Dienste Vránas abgaben, während Detroit bis zum Vertragsende weiterhin die Hälfte seines Gehalts übernahm.
Bei den Blues beendete er die Saison 2023/24 und wechselte anschließend im August, vorerst auf Probe (PTO), zurück zu den Washington Capitals. Diese nahmen ihn im Oktober 2024 fest unter Vertrag. Über den Waiver gelangte er anschließend im März 2025 zu den Nashville Predators.

### International
Jakub Vrána vertrat Tschechien erstmals bei der World U-17 Hockey Challenge 2012 und stand im selben Jahr auch bei der U18-Weltmeisterschaft 2012 im Aufgebot. Dort war er mit vier Toren und acht Punkten aus sechs Spielen bester Scorer seiner Mannschaft, obwohl er im Alter von 15 Jahren der mit Abstand jüngste Spieler der Tschechen war. Er vertrat sein Heimatland erneut bei den U18-Weltmeisterschaften 2013 und 2014, wo er mit acht Treffern bester Torschütze des Turniers war und mit Tschechien die Silbermedaille gewann. Bereits als 16-Jähriger wurde der Stürmer in den Kader der tschechischen Mannschaft für die U20-Weltmeisterschaft 2013 berufen und war damit der jüngste Spieler des gesamten Turniers. In sechs Spielen gelang ihm eine Torvorlage. Auch 2014 und 2015 nahm er an der Junioren-Weltmeisterschaft teil.
Für die A-Nationalmannschaft seines Heimatlandes debütierte er in der Folge bei der Weltmeisterschaft 2019, bevor er zwei Jahre später auch bei der Weltmeisterschaft 2021 zum tschechischen Aufgebot gehörte. Bei der Weltmeisterschaft 2022 in Finnland gewann Vrána mit dem tschechischen Team die Bronzemedaille.

## Erfolge und Auszeichnungen
- 2018 Stanley-Cup-Gewinn mit den Washington Capitals

### International
- 2013 Bronzemedaille beim Ivan Hlinka Memorial Tournament
- 2014 Silbermedaille bei der U18-Weltmeisterschaft
- 2014 Bester Torschütze der U18-Weltmeisterschaft
- 2022 Bronzemedaille bei der Weltmeisterschaft

## Karrierestatistik
Stand: Ende der Saison 2024/25

### International
Vertrat Tschechien bei:
| - World U-17 Hockey Challenge 2012 - U18-Junioren-Weltmeisterschaft 2012 - U20-Junioren-Weltmeisterschaft 2013 - U18-Junioren-Weltmeisterschaft 2013 - Ivan Hlinka Memorial Tournament 2013 - U20-Junioren-Weltmeisterschaft 2014 | - U18-Junioren-Weltmeisterschaft 2014 - U20-Junioren-Weltmeisterschaft 2015 - Weltmeisterschaft 2019 - Weltmeisterschaft 2021 - Weltmeisterschaft 2022 |

(Legende zur Spielerstatistik: Sp oder GP = absolvierte Spiele; T oder G = erzielte Tore; V oder A = erzielte Assists; Pkt oder Pts = erzielte Scorerpunkte; SM oder PIM = erhaltene Strafminuten; +/− = Plus/Minus-Bilanz; PP = erzielte Überzahltore; SH = erzielte Unterzahltore; GW = erzielte Siegtore; 1 Play-downs/Relegation; Kursiv: Statistik nicht vollständig)